# Bareli
Bareli (hindi: बरेली, angol: Bareilly ) város India északi részén, Uttar Prades államban. Delhitől kb. 250 km-re keletre, a Ramganga folyó mellett fekszik. Az azonos nevű körzet székhelye. Lakossága 898 ezer fő volt 2011-ben, az agglomerációé közel 1 millió.
Gazdasági életében jelentősebb a bútorgyártás és a mezőgazdasági termények kereskedelme és feldolgozása (gyapot, gabona, cukornád, egyéb növények pl. kámfor stb.). 

## Fordítás
- Ez a szócikk részben vagy egészben  a   Bareilly című angol Wikipédia-szócikk fordításán alapul.  Az eredeti cikk szerkesztőit annak laptörténete sorolja fel. Ez a jelzés csupán a megfogalmazás eredetét és a szerzői jogokat jelzi, nem szolgál a cikkben szereplő információk forrásmegjelöléseként.